# みずなあんり
みずな あんり（1984年12月14日 - ）は、日本の元AV女優。
東京都出身。POPSTARグループ所属。

## 略歴
2003年にAVデビュー。Fカップの巨乳が持ち主のロリ系キカタン（企画単体）女優。
同様にロリ系キカタン女優であった星野つぐみと仲が良く、共演作も多い。また、松島ややとの共演作もレズものを中心に多かった。
2006年12月17日 - スタジオメットでの撮影会をもって完全に引退。
なお、公式プロフィールでは84年生まれとしているが、自らのブログで83年生まれと告白している。

## 出演作品

### 2003年
- Virgin Trip 2girls remix vol.02（8月18日 VHS / DVD / 8月28日 レンタルDVD、ラハイナ東海 ）
- 裏Cream（10月11日 VHS、シーツーコーポレーション / PURE）
- おばさまにレズられた娘たち 2 哀れな女子高生レズ肉奴隷（10月18日 VHS / DVD]、ディープス）
- 全身タイツ娘のス・テ・キな所がスケちゃってもうたまらないんです～（10月26日 VHS、メディアステーション ）※水菜あんりとして出演
- それゆけGOGOタイガース!（10月27日 VHS、V&Rプランニング）
- これが噂の痙攣薬漬け水着モデル Volume.3 / Disc.3（11月6日 VHS /  DVD / 2004年11月19日 レンタルDVD]、ナチュラルハイ）
- 生理（メンス）で愛して ～美乳色白お嬢様凌辱90分～（11月10日、ワンズファクトリー）
- HIGH SCHOOL FUCK（12月8日 VHS  DVD / レンタルDVD、アイデアポケット）
- 極上手コキ II 20人の極上テコキスト!（12月12日 DVD / レンタルDVD、隼エージェンシー） ※水菜あんりとして出演
- ブルマニアDX ロリッ娘24人4時間（12月20日 DVD、ディープス）
- おっきぃー女学園 3年5組（12月27日 VHS、フリービジョン）

### 2004年
- フェラコレ2004冬（1月9日 DVD / DVDレンタル 、隼エージェンシー） ※水菜アンリとして出演
- 顔【かお】 限界でのイキ顔あえぎ顔（1月16日 VHS / DVD] 、桃太郎映像）
- 禁じられた部活 アスリートの匂い 4（2月20日、シャトルジャパン）
- お義父さん、やめてください 3 若い嫁を犯す父（2月25日 VHS 、ケー・ティー・ファクトリー）※水名杏里として出演
- 中だし人形 愛玩少女 21（3月9日 VHS 、快楽飼育委員会）
- コスプレ デリヘル ドキュメント 1（3月12日、シャトルジャパン ）
- 禁断の聖職者 巨乳女教師（3月15日 DVD 、イマージュ ）
- ただまん「出会い系サイト編」 勝率7割の法則（3月17日 DVD 、ワープエンタテインメント）
- お嬢さんとオヤジと温泉と…（3月26日 VHS / DVD 、アロマ企画）
- 制服巨乳っ娘 Final…卒業（3月26日 VHS / 4月30日 DVD / DVDレンタル 、プラチナソフト） ※水菜あんりとして出演
- 露出秘乞（3月26日 VHS / DVD 、ホロニック）
- おはズボッ! 巨乳美女6連発スペシャル オッパイゆれゆれ アソコはヌレヌレ!（3月31日 VHS 、アテナ映像）
- 放課後ザーメン倶楽部Vol.6（4月4日 DVD 、ミルキーキャット）
- 中だし人形 愛玩少女コレクション 8（4月8日 DVD 、快楽飼育委員会）オムニバス作品
- 女優50人のアナル見せます! 3（4月15日 VHS / DVD 、ディープス）
- 女子校生LIFE特別編 田舎の女子校生SEXアルバム（4月23日 、シャイ企画）
- 女子校生[姦遊録] 001（4月27日 VHS /DVD 、グローリークエスト）
- 性交草子 みずなあんり（5月29日 WEBオリジナル、オーロラTV）
- ドリームクリニック VOL.4（6月1日 DVD 、MOODYZ）
- ぶっかけ 強制フェラ緊縛 学園編（6月10日 DVD、ミルキー・キャット）
- if… もしもボクがペットだったら（6月20日 DVD 、ネクストイレブン）
- LOVE+ ラブプラス みずなあんり（6月20日 DVD / DVDレンタル 、たま家）
- 新人OLセクハラ株式会社（6月26日 VHS 、LEO）オムニバス作品
- ギン勃ちチ○ポハンターがイク!! 2（7月8日（セル）/ 2005年3月1日（レンタル） 、SODクリエイト）
- HIGH SCHOOL FUCK スク水セレクション（7月8日、アイデアポケット）
- 巨乳中出し240 IV（7月15日 DVD / DVDレンタル 、隼エージェンシー）
- 近親相姦8ストーリー -第七章-（7月15日 DVD / DVDレンタル 、隼エージェンシー）
- こだわりの手コキ 22人の手コキ嬢（7月15日 DVD / DVDレンタル 、隼エージェンシー）
- フェラコレ2004夏 21人のフェラジェンヌ（7月15日 DVD / DVDレンタル 、隼エージェンシー）
- LUSH GIRLS GO CRAZY NANA & ANRI 前編（7月15日  DVD 、オーロラプロジェクト）
- LUSH GIRLS GO CRAZY NANA & ANRI 後編（7月15日  DVD 、オーロラ・プロジェクト）
- セクハラ株式会社 新入社員研修（7月16日 DVD 、LEO）
- 巨乳でんきくらげ 2 ボインチャージ感電系（7月17日 VHS 、LEO）
- HSFDX4 HIGH SCHOOL FUCK DX4（8月8日 VHS / DVD 、アイデアポケット）
- 極上4時間 手淫 & 舌淫 SP 怒涛の55連発（8月12日 DVD / DVDレンタル 、隼エージェンシー）
- いたいけな19才 性欲処理人形（8月20日 VHS 、シネマジック）
- 制服スク水えっち（8月20日、笠倉出版社）
- レズキス 3（8月26日（セル）/2005年10月25日（レンタル）、ユープランニング）
- ワルキューレ☆ファイト 婦人警官松嶋やや VS 補導女子高生みずなあんり!（8月 DVD 、ユープランニング）
- 巨乳女子校生が癒してあげる（8月27日（レンタルのみ） 、ケイ・エム・プロデュース）
- 同級生 やわらかい唇 松島やや×みずなあんり（9月1日 DVD 、ワンズファクトリー）
- Gothic Lolita（9月3日、ドリームチケット）
- 精飲人形 愛玩少女 3（9月8日 DVD 、快楽飼育委員会）オムニバス作品
- 着衣ヌレヌレ性交（9月9日  DVD 、ディープス）
- オナニスト[第八章]（9月15日 DVD / DVDレンタル 、隼エージェンシー）
- 巨乳レイプ4時間 第3章（9月15日 DVD / DVDレンタル 、隼エージェンシー）
- 淫乱OL発情日記 2（9月17日 VHS / 10月22日（レンタルのみ） 、ケイ・エム・プロデュース）
- ザ★レズバトル ハイスクール（9月23日 VHS / DVD 、SODクリエイト）
- LUSH DUO～デュオ～ MITSU & ANRI（9月30日  DVD 、オーロラ・プロジェクト）
- 眼鏡ブルマ（10月1日 DVD / 2005年4月12日 DVDレンタル 、ワンズファクトリー）
- 巨乳女子校生4時間 SPECIAL2（10月8日 DVD 、ケイ・エム・プロデュース）
- Dance Dance Onanie VOL.03（10月10日 DVD 、AVS）
- ボンデージ★Little（10月15日、明和プランニング）
- ゴールドマン見参!! ドM的・淫語 まん汁娘あんり19才（マン汁垂れ流しの牝犬 あんり 19才）（10月16日、なにわ書店）
- もしもこんな○○があったら…パート1 居酒屋編 クイックマッサージ編 美容室編（10月21日 DVD 、V&Rプロダクツ）
- THE 巨乳義妹（11月3日、ドリームチケット）
- 第1回 SOD社内スペシャル野球拳（11月4日 DVD 、SODクリエイト）※水村有美として出演
- ゴールドマンの淫語オーディション（11月13日 DVD / DVDレンタル 、隼エージェンシー）
- 黒髪女子校生（11月15日 VHS / 12月10日 DVD / 12月24日 DVDレンタル 、ビッグモーカル）
- 大葬式（11月15日  DVD 、アレックス）
- 放課後発射クラブ（11月18日（セル）/2005年6月21日（レンタル） 、SODクリエイト）
- 徹底連続アクメ興奮映像 26（11月19日 VHS / DVD / DVDレンタル 、プレステージ）
- CHEERS! 6（11月27日 DVD 、h.m.p）
- 生贄!! 美女色情秘話（11月30日 VHS / 12月31日 DVDレンタル 、アヴァ）
- BEST HIT ドリームチケット下半期総集編（12月1日、ドリームチケット） ※総集編
- 幼女調教 Vol.2（12月2日 VHS / DVD 、鬼畜倶楽部）
- 素人娘プライベートな性癖2（12月13日 VHS / DVD 、グローリークエスト）
- やっぱモリマンでしょ!（12月15日 DVD / DVDレンタル 、隼エージェンシー）
- キス・コレクション 25人のべろんちょ娘（12月15日 DVD / DVDレンタル 、隼エージェンシー）
- フェラコレ2004 フェラマニア完全保存版 40人のフェラジェンヌ（12月15日 DVD / DVDレンタル 、隼エージェンシー）
- 激白!! AV討論会 朝まで生でハ○テレビ（12月15日 DVD 、アレックス）他多数
- 制服イマラチオ 32（12月15日 VHS / 2005年1月20日 DVD 、rosso）
- 天楽娘 あんり 20才（12月16日 DVD 、天楽市場）
- レズ女子高生コレクション（12月16日  DVD 、ディープス）
- いもうと中出し（12月17日 DVD 、GLAY'z）
- 巨乳娘は立ちバックがお好き（12月17日 DVD / 2005年1月21日 DVDレンタル 、TMA）オムニバス作品
- SHY DX 2005（12月17日 DVD 、シャイ企画）
- みずなあんりが妹だったなら（DVD Players Game）（12月17日（セル）/2005年1月21日（DVDレンタル）、日本メディアサプライ）
- 憧れの先生（12月20日 DVD 、ネクスト）
- G-Cupギャンブラー（12月20日  DVD 、ネクストイレブン）
- 若妻発情日記（12月22日 DVD 、シャイ企画） -
- 黒Stocking（12月24日 DVD / 2005年2月8日 DVDレンタル 、笠倉出版社）

### 2005年
- 公衆の面前でセックスして、イッちゃう顔を見てもらう（1月1日 VHS / DVD / 7月1日 DVDレンタル 、MOODYZ）
- SOD社内ザーメン制裁（1月6日 DVD 、SODクリエイト）※水村有美として出演
- 女痴校生 02（1月10日 DVD 、Milky - みるきぃ - ）
- 痴女ニンフォマニア（1月11日 VHS 、淫熟果肉）
- 淫乱素人即ヤリ倶楽部 人妻編 PART.1（1月15日 DVD 、ニーズプランニング 青空）オムニバス作品
- オナニスト - 第九章 -（1月15日 DVD 、隼エージェンシー）
- ソフト・オン・デマンド THE BEST FUCK ～女優編～（1月20日 DVD 、SODクリエイト）
- ディープス2004 下半期作品集 冬（1月20日 DVD 、ディープス）
- スクスポ★スタイル 07（1月26日 VHS / DVD / DVDレンタル 、プレステージ）
- 潮吹き女子校生 秋月杏奈（1月28日 DVD / 3月8日 DVDレンタル 、TMA）
- みずなあんりのごっくんとらいある 1（1月29日 DVD 、ミルキーキャット）
- ラブデリ 10（2月4日 DVD 、アウダースジャパン）
- HIGH SCHOOL FUCK フェラチオコレクション（2月8日 DVD 、アイデアポケット）
- 恋人交感（2月15日  DVD 、ジェイモデル）
- ただまんBEST（2月15日  DVD 、ワープエンタテインメント）
- 巨乳レイプ4時間 第4章（2月17日 DVD / DVDレンタル 、隼エージェンシー）
- こだわりの手コキ 39人の手コキ嬢（2月17日 DVD / DVDレンタル 、隼エージェンシー）
- 『可愛い子限定』ハメ撮り本番 500分 2枚組（2月18日 DVD 、GLAY'z ）
- メガネっ娘しか見たくない! 4時間（2月18日 DVD / 3月29日 DVDレンタル 、TMA）
- 奥多摩山麓 夜這い村（2月20日 DVD 、ネクストイレブン）オムニバス作品
- 学園犯罪ファイル（2月20日 DVD 、ネクストイレブン）オムニバス作品
- デジタルモザイク巨乳パイズリ（3月1日 DVD 、MOODYZ）オムニバス作品
- GOKAN3 EPISODE2 女子校生30人失踪事件（3月8日 VHS / DVD / 9月8日 DVDレンタル 、アタッカーズ）
- 素人娘 お嬢様系 恥辱の公開色責め AQUMEDIA 7（3月13日 DVD 、ベイビーエンターテイメント）オムニバス作品
- BLACK LIGHT LOTION FUCK（3月17日 DVD 、ディープス / DEEP'S）オムニバス作品
- 黒髪の娘しか見たくない! 4時間（3月18日 DVD / 4月19日 DVDレンタル 、TMA）
- 女が女をレイプするのは最高（3月20日 DVD / 3月22日 DVDレンタル 、ホットエンターテイメント）
- 2005.03.25発売サンプルDVD（3月25日 DVD 、GIGA）オムニバス作品
- 美少女仮面オーロラ（3月25日 DVD 、GIGA）
- 私達の秘密 あの娘といつまでも… ～コスプレ編～（3月25日 DVD 、デジタルバンク）
- 女子高生LES-MIX（4月1日 DVD 、ワンズファクトリー）オムニバス作品
- LOVE KISS AVバージョン 25（4月9日 DVD 、オメガゼロ キス）オムニバス作品
- HARDCORE LESBIAN 爆乳レズ・淫蕩GAL底なしレズ快楽沼（4月13日 VHS / DVD 、ドリームクリエイト）
- 2005.04.22発売サンプルDVD（4月22日 DVD 、GIGA）オムニバス作品
- 踏みつけ 第2巻（4月22日 DVD 、ギャロップ）
- 24人のカリスマ女子校生 4時間 III（5月6日 DVD 、TMA）
- おマ○コの限界攻撃 おマ○コ汁の限界に挑戦 コスプレブルマ編（5月19日 DVD 、アイエナジー）
- Baby Entertainment Special Package（5月19日 DVD 、ベイビーエンターテイメント）オムニバス作品
- スポエロ王座決定戦（5月20日  DVD 、ネクストイレブン）
- 2005.05.27発売サンプルDVD（5月27日 DVD 、GIGA）オムニバス作品
- 続・平成おもらし物語 9（5月27日 VHS / DVD 、GIGA）
- お義母さんが、好きです（6月3日 DVDレンタル 、ムーンライト）オムニバス作品
- おっぱい天国への階段 ～胸いっぱいの愛を!!（6月4日 DVD 、SODクリエイト）
- 僕は透明人間! パート1（6月4日  DVD / 7月15日 DVDレンタル 、V&Rプロダクツ）
- うわさの未亡人学生寮（6月15日  DVD 、アレックス）
- 痴女タクシードライバー 2（6月15日 DVD 、ジェイモデル）
- ノーブラむれむれブルマ大運動会（6月16日 DVD 、SODクリエイト）
- 裏全部見せます! エッチなスレンダーモデルのプライベート（6月22日 DVD 、プレステージ）
- いたいけな19才（6月24日 DVD 、シネマジック）
- 萌えコス。[巫女神様]（6月24日 DVD 、タカラ映像）
- キス・コレクション3 25人のべろんちょ娘（7月13日、隼エージェンシー）
- ゴールドマンの淫語大全集（7月13日 DVD / DVDレンタル 、隼エージェンシー）オムニバス作品
- 撮影現場からGET!! 9（7月15日 DVD / 2006年3月25日 DVDレンタル 、桃太郎映像出版）
- 2005.07.22発売サンプルDVD（7月22日 DVD 、GIGA）オムニバス作品
- 未来騎兵フォーセイバー（7月22日 VHS / DVD 、GIGA）
- 風俗温泉（7月22日 DVDレンタル 、シャイ企画 / SHY）オムニバス作品
- 着エロ VS 泡エロ 2（7月25日 DVD 、姦姦倶楽部）オムニバス作品
- 生エロ素人 清楚美人関東娘 あんり（7月26日 DVD 、姦姦倶楽部）
- 人妻膣内射精 2（8月5日 DVD 、タカラ映像）
- いきまくり4時間 10人のエロ女たち（8月10日 DVD / DVDレンタル 、隼エージェンシー）オムニバス作品
- 巨乳LOVE 巨乳ギャルに中出ししたり、口に出したり（8月10日 DVD / DVDレンタル 、隼エージェンシー）
- スポーツふぇちクラブ 美少女編（8月10日 DVD 、ラストラス）※プレステージ商品（スクスポ★スタイル）の再編集
- 集団女子校生 万引き折檻（8月20日 DVD] 、ネクストイレブン）
- 痴女ホテル（8月20日  DVD 、イマージュ）
- 超能力バラエティ 超能力ハイスク→ル パート1（9月8日 DVD / 10月7日 DVDレンタル 、V&Rプロダクツ）
- 愛しのフェラチーオ 15人のザーメン中毒（9月13日 DVD / DVDレンタル 、隼エージェンシー）
- ハスラーのきれいなお姉さんがしてあげる（9月15日 DVD 、ジェイモデル）
- エロランジェリーTVショッピング（9月20日 DVD 、ネクストイレブン）
- [ノーブラ]（9月20日 DVD / 9月29日 VHS / 10月14日 DVDレンタル 、ブレイブキング）
- Yeah! 巨乳マニア 4（9月21日 DVD 、アリーナ・エンターテインメント）オムニバス作品
- レズ大学合宿ゼミ（9月23日 DVD 、アリスJAPAN）
- 縄'04スペシャル M女のライセンス vol.1（9月27日 DVDレンタル 、シネマジック）
- 裏全部見せます! スクスポスタイル 総集編（10月12日 DVD 、プレステージ）
- 淫乱症候群 チンコとザーメンが大好きな女たち（10月13日、隼エージェンシー）
- THE KING GAME 王様の言うことはゼッターイ!!（10月15日  DVD 、ネクストイレブン）
- 妹みたいにかわいい痴女に何度もイカされたい。（10月20日 DVD / 2006年1月25日 DVDレンタル 、桃太郎映像出版）
- ソフト・オン・デマンド 10周年 メモリアルBOX（10月20日 DVD 、SODクリエイト） 総集編
- 小悪魔系いもうと（10月21日 VHS 、美少女交尾図鑑）
- もろまんファイル あんり（10月21日 DVD 、イーネット・フロンティア）
- こりこり乳首弄り その2 ［お姉さん乳首編]（11月11日 VHS / DVD 、アロマ企画）
- 実録!!本当にあったゲレンデのHな話（11月11日 VHS /DVD / DVDレンタル 、アリスJAPAN）
- ヌキヌキ社員旅行～AV制作会社の社員旅行に仲のいいAV女優3人を招待して好き放題やったら面白かったのでおもわず売っちゃいました!!～（11月11日 DVD / DVDレンタル 、ビッグモーカル）
- エロネタクイズ国内予選（11月15日 DVD 、アレックス）
- 騎りまくり24人（11月15日 DVDレンタル 、アット・ワン・コミュニケーション）
- SOD的 人生は波乱万丈だ!ゲーム 3（11月17日 DVD 、SODクリエイト）
- まんずり旅行 ～私のオナニー見てください～（11月18日 DVDレンタル 、イデアリービジョンズ）
- 本気（マジ）?! IX（11月24日 DVD / DVDレンタル 、J.com / イーネットフロンティア） ※水菜杏理として出演
- うまなみ。プレゼンツ 12 淫乱OL4時間（11月25日 DVD 、ケイ・エム・プロデュース）
- ファイトクラブ BEST BATTLE（12月1日 DVD 、ジャパングランプリ）
- マン土手・顔騎オナニー 2（12月9日 DVD 、アロマ企画）
- girls like you（12月10日 DVD 、ビデオバンク）
- 大恥祭り（12月20日  DVD 、ネクストイレブン）
- 美尻少女（12月20日 DVD 、実録出版）

### 2006年
- 十六姦 GOKAN COMPLETE BOX（1月7日 DVD 、アタッカーズ） ※総集編
- 濃厚咀嚼接吻（1月13日 VHS / DVD 、アロマ企画）
- ぷくまんいじり2（1月13日 VHS / DVD 、アロマ企画）
- 北海道ロケの終了後にふぃーりんぐカップル開催!実はオンナが溢れてしまい、悲惨でおもしろかったので売っちゃいます!（2005年12月25日  DVDレンタル / 1月13日  DVD 、ビッグモーカル）
- 性愛の旅路（1月19日 DVD 、ジースタイル）
- M女のライセンス2（1月27日 DVD 、シネマジック）
- 舐められ倶楽部・別館 接吻ハイスクール・ルーム（1月27日 DVD 、アロマ企画）
- 美尻巨尻 騎乗位列伝 第一集（2月9日 DVD 、実録出版）
- 美尻巨尻 騎乗位列伝 第二集（2月9日 DVD 、実録出版）
- S級AVギャルズ 逆ナンHitch!!（2月15日 DVD 、ジェイモデル）
- ロリシリーズ 思春期愛好家 24 あんりちゃんとつぐみちゃん（2月16日、ガッツ）
- 萌えコス。スペシャル Vol.02 萌え系マニア編（3月16日、タカラ映像）オムニバス作品
- 巨乳コスプレッソ（2月17日 DVDレンタル 、プラチナソフト）※水菜あんりとして出演
- 女子校生れず 先輩と私 71（2月17日、U&K）
- 実録シリーズ 第9弾 みずなあんりを酔わせて犯せ!（みずなあんりを酔わせてハメよう）（2月17日  WEBオリジナル 、パラダイスTV）
- 制服えっち!スク水えっち!（2月23日 UMD Video）
- 巨乳天国 3（3月3日 DVDレンタル / 3月21日 DVD 、アリーナ・エンターテイメント）
- フェラチオスタジアム 3（チュパチュパお口でヌイてあげる9連射!）（3月3日 WEBオリジナル 、パラダイスTV）
- 女子校生Foreverコレクション 4時間SPECIAL（3月10日 DVD 、ビッグモーカル） ※総集編
- an earthly paradise（3月11日 DVD 、オーブ / Office REN）
- AVモデルを舞台に上げて、褒めて称えてNG解禁（3月16日 DVD 、SODクリエイト）
- 萌えコス。スペシャル!! Vol.02 [萌え系マニア]編（3月16日、タカラ映像）
- 巨乳天国 3（3月21日、アリーナエンタテインメント）
- 情事 兄貴の嫁、情婦、義父、義妹（3月31日（セル）/4月11日（DVDレンタル）、マックス・エー）
- Lesbian レズビアン ふたりきりの密室 みずなあんり & 女ハメ撮り師 山口真理（3月31日 DVD 、実録出版）
- 夢のメイド御殿（4月1日、MOODYZ）
- すけべえ義父の嫁いぢり 17（4月7日（セル）/4月21日（DVDレンタル）、東京音光）
- 「狂艶レズの世界」Volume 4 淫靡で官能的なレズビアン映像（4月13日、EROの達人）
- 銀河戦隊バトレンジャー Act.02（4月14日、GIGA）
- 自慰シリーズ 淫語オナニー愛好家 04（4月16日、ガッツ）
- ボインMIX ワーキングガール編（4月20日 DVD 、イマージュ）
- 巨乳の制服痴女お姉さん4時間（4月21日、メディアステーション）
- 女子校生Foreverコレクション 01（4月25日（DVDレンタル） 、ビッグモーカル）
- 酔わせてハメよう 11（大乱交無制限SEX!酔わせてハメよう!）（5月9日  WEBオリジナル 、パラダイスTV）
- 巨乳レイプ4時間 第7章（5月12日 DVD 、隼エージェンシー）
- ハードレイプ リアルレイプ 9（5月12日、紅蜘蛛）
- 調教召使いレズビアンコレクション 凌辱新約性書（5月24日、イヴ&イヴ）
- 美尻巨尻 肛門列伝 第一集（5月29日 DVD 、実録出版）
- 美尻巨尻 肛門列伝 第二集（5月29日 DVD 、実録出版）
- SOD年鑑 2006年第1期（1月 - 3月）作品集（6月8日 DVD 、SODクリエイト）
- 近親相姦シリーズ特別編 美少女三姉妹犯交期（7月1日 DVD 、グローリークエスト）
- 女子校生制服ふぁっく（7月1日 DVD 、ワンズファクトリー）
- 巨乳強姦 無理やり犯された8人の巨乳（7月12日 DVD 、隼エージェンシー）
- スーパーヒロインドミネーション 2（7月14日、GIGA）
- 大奥 淫の乱 花びら燃ゆ（7月14日 R-15 DVD / DVDレンタル / 7月28日 R-18 DVDレンタル 、マックス・エー）
- フェラチオ100人 8時間（8月13日、MOODYZ） ※総集編
- 大奥 蕾の乱 明日への契り（8月17日 R-15 DVD / DVDレンタル] / 8月31日 R-15 DVD / DVDレンタル 、マックス・エー）
- 美人女子校生陵辱クリニック（8月24日、con Flower）
- ERO BODY ハメ撮リスタイル EXTRA 4時間（8月25日、ビッグモーカル）
- フェライド 2（8月31日、笠倉出版社）
- 集団痴女4時間（9月1日、MOODYZ）
- ギャル痴女っ!!（9月7日、SODクリエイト）
- 怪盗リンクス（9月8日、GIGA）
- アダルトビデオ最前線!女性STAFFだけで制作する、女性専用AV現場で「初めてのAV男優」に完全密着（10月5日、SODクリエイト）
- フェラコレ2006秋（10月10日、隼エージェンシー）
- パイレズビアン4（10月19日、ドグマ）
- 禁断フェティッシュレズビアン【限定版】（11月3日、アウダースジャパン）
- DOKIレズ4（11月3日、アウダースジャパン）
- 中年男の性欲処理（11月24日、マックス・エー）
- こりこり乳首弄り その2 [お姉さん乳首編]（12月15日、アロマ企画）
- ぷくまんいじり 2（12月15日、アロマ企画）
- マン土手 顔騎オナニー2（12月15日、アロマ企画）
- 舐められ倶楽部 ・別館 接吻ハイスクールルーム（12月15日、アロマ企画）
- 萌女百合組協奏曲（12月20日、姦姦倶楽部）
- 人魚戦隊マリンファイブ＜陵辱編＞（12月22日、GIGA）
- 人魚戦隊マリンファイブ＜討伐編＞（12月22日、GIGA）
- 顔面騎乗列伝 第二集（12月28日 DVD 、実録出版）※総集編
- アナル舐め列伝 第一集（12月28日 DVD 、実録出版）※総集編
- アナル舐め列伝 第二集（12月28日 DVD 、実録出版）※総集編
- 僕、専用。 Z-SP Side-A 人形使い ゴーストの囁く時 エピソード4 エゴ（12月29日、ゴーゴーズ）
- 僕、専用。 Z-SP Side-B 人形使い ゴーストの囁く時 エピソード4 エゴ（12月29日、ゴーゴーズ）
- 裏大奥 崎山の乱 忍び寄る陰謀（12月29日、マックス・エー）

### 2007年
- 夢のメイド御殿 至極のご奉仕乱交（1月1日、MOODYZ）
- 禁断淫乱女学院（1月6日、アウダースジャパン）
- DOKIレズ6（1月6日、アウダースジャパン）
- 人魚戦隊マリンファイブ 討伐編（1月12日、GIGA）
- ×××でぶっ飛びヨダレ陶酔スローダンス（1月20日、ラハイナ東海）
- 恥ずかしい鼻（2月9日、明和プランニング）
- 『つぐ、AVで最後のハァハァ。』～この星で1ばん小っちゃなAV女優(星野つぐみ)最後の一日のドキュメント～（2月13日、激弾カーニバル）
- あのAV女優を酔い潰して無理矢理NGプレイしちゃいました。（2月16日、メディアバンク）
- 貴方の妄想叶えます! 3（2月28日、アリウス）
- .パイレズビアン・ベスト（4月19日、ドグマ）
- 巨乳・女子校生レズ 1（5月5日、未来・フューチャー）
- 助平 混浴温泉。 美女と密着、五湯巡り。ムフフな混浴BEST!（5月13日、アロマ企画）
- フェラチオ列伝（5月22日、実録出版）
- 妻の母（5月25日、マドンナ）
- パンストドキュメント 7（6月15日、ジャネス）
- レズ対決 SP（6月21日、アウダースジャパン）
- 若嫁大集合 2 すけべぇ義父にいぢられ放題（7月13日、東京音光）
- レズキス SPECIAL 4（8月23日、アウダースジャパン）
- 巨乳姑 嫁いじめ 完全版 みずなあんり 早坂純（9月1日、シネマジック）
- パンストオナニー 1（ジャネス）
- 4時間たっぷり貴方の妄想叶えます!!（9月30日、アリウス）
- 生贄!!美女色情秘話（10月24日、アヴァ）
- 尻 後背位＆騎乗位列伝 Vol.2（12月14日、実録出版）

### 2008年
- 潮吹き福袋4時間（1月20日、STAR PARADISE）
- フ・レ・ン・ズ まさみ19歳（1月25日、スカッド） ※唐澤まさみとして出演
- レズキス SPECIAL 5（2月8日、アウダースジャパン）
- レズ女子校生 SP（3月7日、アウダースジャパン）
- 美乳PREMIUM 4時間BEST（4月25日、ビッグモーカル）
- レズ女子校生 SP2（5月16日、アウダースジャパン）
- 制服スク水えっち 4時間DX（7月11日、かさ蔵出版社）
- 噴出射精 手コキ列伝 Vol.1（8月20日、実録出版）
- 義父と嫁2 10人4時間SP 冥土の土産に人生最後のセックスを…（9月5日、KTファクトリー）
- 完全飼育 3 コスプレ調教の犯行現場（10月17日、カオカコミュニケーションズ）
- 女子校生れず 先輩と私 BEST of BEST 第3巻（10月24日、U&K） ※総集編
- 美少女フェラチオ・イラマチオ 12人4時間!! ～口内犯罪調教飼育～（12月12日、カオカコミュニケーションズ）
- 巨乳大好きマツオ君 変態ボイン14人VSカンパニー松尾（12月15日、ドリームチケット）
- 激震 電マ×失禁連続アクメ 失神痙攣逆噴射!200分特別版（12月19日、ドグマ）

### 2009年
- 包茎を弄る女列伝（1月29日、実録出版）
- レズ拘束責め SP（5月15日、アウダースジャパン）
- レズビアンカップル ～淫らなレズっ娘たち～（5月22日、LADIES♀ROOM）
- レズの女子校生がびちょ濡れマンコを舐め回しドロドロに交尾する（7月3日、映天）
- 舐めまくり女子校生レズ中毒（8月19日、スタイルアート）
- 人気女優たちを視姦する! 絶叫羞恥!強制エクスタシー4時間（9月13日、MOODYZ）
- レズ レオタード＆水着SP（9月18日、アウダースジャパン）
- レズ校生 2 乙女の園に咲く未成熟美少女レズ（11月16日、LADIES♀ROOM）

### 2010年
- 包茎を弄り舐めて剥く女列伝（4月12日、実録出版）
- その美淑女ドスケベなり! 其ノ参 いけない関係に溺れ燃え上がるぐちょ濡れな女たち 4時間（8月25日、ビッグモーカル）
- 兄貴の嫁 ふぞろいの果実たち（8月31日、コンマビジョン）
- BEST OF 黒ストッキング女子校生18人4時間（9月17日、メディアバンク）
- 放課後レズビアン（9月24日、LADIES♀ROOM）
- レズガチンコSP 大増量版5（10月22日、アウダースジャパン）
- レズガチンコSP 大増量版6（11月19日、アウダースジャパン）
- THEフェチハメ四時間二十連発（11月19日、妄想族）
- 女に虐められる女たち S女M女同性調教秘宝館（12月1日、シネマジック）…オムニバス作品

## CS放送
- Peach-Pit 桃のたね（MONDO TV）